# Enrique II de Mecklemburgo
Enrique II de Mecklemburgo, apodado el León (después del 14 de abril de 1266-21 de enero de 1329 en Sternberg) fue regente de Mecklemburgo desde 1287 hasta 1298, co-regente desde 1298 hasta 1302 y gobernó en solitario de nuevo desde 1302 hasta 1329.

## Biografía
Era el hijo de Enrique I y reinó desde 1287 hasta 1289 junto con su hermano Juan III.  Durante la ausencia de su padre (su padre había sido tomado prisionero yendo a Tierra Santa) de 1275 hasta 1302, Mecklemburgo fue gobernada por su madre Anastasia junto con los tíos de Enrique Nicolás III (hasta 1290) y Juan II (hasta 1283). En 1287, Enrique II se convirtió en co-regente con su madre y su tío. Cuando su padre murió en 1302, Enrique II se convirtió en señor de Mecklemburgo.
Pronto en su reinado, dirigió una guerra poco exitosa contra Nicolás II de Werle sobre la sucesión de Enrique I. Alrededor de 1299, los hijos de su suegro Alberto III de Brandeburgo murieron y Alberto le dio (o vendió) el señorío de Stargard, que Alberto había prometido anteriormente entregar como una dote a su hija Beatriz (esposa de Enrique II). En el tratado de Vietmannsdorf de 1304, fue de nuevo acordado que Brandeburgo enfeudase a Enrique II con el Señorío de Stargard. A pesar de todo, cuando Betriz murió sin heredero varón, en 1314, Brandeburgo exigió que se le devolviera Stargard. Esto llevó a la llamada "Guerra del margrave alemán del norte".
En 1299, se formó una alianza con Enrique II de Mecklemburgo, Nicolás II de Werle y Alberto III de Brandeburgo-Salzwedel que intentó conquistar el Señorío de Rostock. El señor Nicolás I de Rostock puso su país en 1300 bajo el gobierno feudal y la protección del rey Erico VI de Dinamarca. Erico derrotó a Enrique y luego tomó Rostock para sí mismo.
En 1304, una nueva alianza, formada por Enrique II y el sucesor de Alberto Herman acudió en ayuda del rey Venceslao II de Bohemia en su guerra contra el emperador Alberto I. En esta guerra, Enrique obtuvo su apodo de "el León".
En 1310, empezó una guerra contra las ciudades hanseáticas de Wismar y Rostock. El detonador de esta guerra fue el rechazo de Wismar a albergar la boda de la hija de Enrique Matilde con el duque Otón III de Brunswick-Luneburgo. Enrique III entonces escogió Sternberg como su residencia y celebró allí la boda.  Wismar sometió a Enrique en 1311 y siguió su ataque sobre Rostock. El 15 de diciembre de 1312, tomó la ciudad, a pesar de una feroz resistencia. La ciudad se alzó de nuevo en 1313, cuando Enrique estaba peregrinando a la iglesia Madonna del Rocca en Castelmola.  El 12 de enero de 1314, Rostock fue sometida de nuevo y el antiguo consejo municipal, liderado por Bernhard Kopman, fue restaurado en el poder.
En 1315, estalló la llamada "Guerra del margrave alemán del norte", Contra Brandeburgo y la ciudad de Stralsund. Brandeburgo, ahora liderada por el margrave Valdemar, invadió el disputado señorío de Stargard. Enrique asedió Stargard, pero tuvo que levantar el sitio en julio de 1316. Derrotó a Valdemar en la batalla de Gransee y al final obtuvo el señorío de Stargard en el tratado de Templin del 25 de noviembre de 1317.
En 1319 Enrique y el conde Gerardo III de Holstein-Rendsburg intentó someter Ditmarschen, pero no tuvo éxito.  Ditmarschen ganó la batalla de Wöhrden, donde Enrique escapó con dificultad. Más tarde ese año, Valdemar murió y Enrique II conquistó Prignitz y la Uckermark.
En 1323, Rostock se alzó de nuevo, y Enrique sometió la ciudad de nuevo e hizo las paces con el rey Cristóbal II de Dinamarca el 21 de mayo de 1323. Cristóbal le enfeudó con los señoríos de Rostock, Gnoien y Schwaan.
El nuevo margrave Luis I de Brandeburgo, o más bien su tutor el conde Bertoldo VII de Henneberg-Schleusingen, reconquistó Prignitz y la Uckermark y Enrique tuvo que llegar a un desfavorable acuerdo de paz el 24 de mayo de 1325. Después de que el último príncipe de Rügen, Vizlao muriera el 10 de noviembre de 1325, estalló la primera guerra de sucesión de Rügen. Terminó después de una feroz lucha con la Paz de Brudersdorf del 27 de junio de 1328, en la que Pomerania adquirió Rügen y Mecklemburgo tuvo que aceptar una compensación económica.
Enrique II murió el 21 de enero de 1329.

## Matrimonio y descendencia
El primer matrimonio de Enrique fue con Beatriz de Brandeburgo (m. antes del 25 de septiembre de 1314), la hija del margrave Alberto III de Brandeburgo. Tuvieron una hija:
- Matilde (1293-1357), quien se casó en 1311 con el duque Otón III de Brunswick-Luneburgo

Su segundo matrimonio, después del 6 de julio de 1315, fue con Ana de Sajonia-Wittenberg (m. entre el 25 de junio de 1327 y el 9 de agosto de 1328), la hija del duque Alberto II de Sajonia-Wittenberg.  Tuvieron los siguientes hijos:
- Ludgarda (1310-1362), casó con el duque Ladislao de Bytom
- Enrique (1316-1321)
- Anastasia (1317-1321)
- Alberto II (1318-1379), apodado El Grande, quien sucedió a Enrique como Señor de Mecklemburgo, y en 1348 se convirtió en el primer duque de Mecklemburgo
- Inés (1320-1340), se casó el 6 de enero de 1338 con el señor Nicolás III de Werle-Güstrow
- Juan I (1329-1392), señor de Mecklemburgo y desde 1348, duque de Mecklemburgo-Stargard
- Beatriz de Mecklemburgo (1324- 5 de agosto de 1399), abadesa del monasterio de Ribnitz (1348-1395)

Su tercera esposa fue Inés, la hija del conde Ulrico de Lindow-Ruppin (m. después del 30 de julio de 1343). Este matrimonio no tuvo descendencia. Después de la muerte de Enrique, Inés se casó con Rodolfo I de Sajonia-Wittenberg.